# Anaene improspersa
Anaene improspersa är en fjärilsart som beskrevs av Dyar 1914. Anaene improspersa ingår i släktet Anaene och familjen björnspinnare. Inga underarter finns listade i Catalogue of Life.